# Heliophila linoides
Heliophila linoides är en korsblommig växtart som beskrevs av Rudolf Schlechter. Heliophila linoides ingår i släktet solvänner, och familjen korsblommiga växter. Inga underarter finns listade i Catalogue of Life.